# Mancocuma altera
Mancocuma altera är en kräftdjursart som beskrevs av John Todd Zimmer 1943. Mancocuma altera ingår i släktet Mancocuma och familjen Bodotriidae. Inga underarter finns listade i Catalogue of Life.